# Чен, Да (американский писатель)
Чэнь Да (кит. упр. 陈达, пиньинь Chén Dá), транскрибируемый через английский язык как Да Чен (англ. Da Chen) — американский писатель китайского происхождения.

## Биография
Родился в 1962 году в маленькой деревне в уезде Путянь провинции Фуцзянь. Во время Культурной революции семья Чэнь Да подвергалась политическим репрессиям из-за своего происхождения. Дед писателя был крупным землевладельцем. Отца отправили в лагерь, когда Чэнь Да было 9 лет. Его жизнь изменила встреча с женщиной христианкой, баптистским профессором. Она обучила его английскому и открыла дверь в иной мир. Он окончил Пекинский университет языка и культуры, и будучи лучшим студентом на потоке остался там работать в качестве профессора английского языка.
В возрасте 23 лет он приехал в США. В 1990 году окончил факультет права Колумбийского университета. В последнее время жил в Южной Калифорнии с женой Санни и двумя детьми.
Первая его книга «Цвет гор» стала бестселлером и была издана на пятнадцати языках.
Газета Вашингтон пост объявила роман «Братья» книгой года.
Умер 17 декабря 2019 года от рака лёгких в своём доме в городе Темекула.

## Книги
- 1999 Colors of the Mountain — «Цвет гор», книга воспоминаний
- 2001 China’s Son: Growing Up in the Cultural Revolution, детская адаптация воспоминаний
- 2002 Sounds of the River: A Memoir — «Звуки реки», продолжение воспоминаний
- 2003 Wandering Warrior — «Странствующий воин», роман для подростков
- 2006 Brothers: A Novel — «Братья», роман.
- 2008 Sword
- 2012 My Last Empress